# Polyrhachis subcyanea
Polyrhachis subcyanea é uma espécie de formiga do gênero Polyrhachis, pertencente à subfamília Formicinae.